# Clossiana jenningsae
Clossiana jenningsae är en fjärilsart som beskrevs av Holland 1928. Clossiana jenningsae ingår i släktet Clossiana och familjen praktfjärilar. Inga underarter finns listade i Catalogue of Life.